# 황규환 (1981년)
황규환(1981년 ~)은 대한민국의 정치인이다. 현재 국민의힘 서울특별시당 대변인을 맡고 있다.

## 경력
- 자유한국당 정책위원회 환경노동위원회 심의위원 (2019.03)
- 미래통합당 부대변인 (2019.06~2020.09)
- 제19기 민주평화통일자문회의 자문위원 (2019.09)
- 미래통합당 제21대 국회의원선거 중앙선거대책위원회 상근부대변인 (2020.03)
- 국민의힘 부대변인 (2020.09~2020.11)
- 국민의힘 노동위원회 위원 (2020.11~2021.07)
- 국민의힘 상근부대변인 (2020.11~2021.07)
- 국민의힘 서울특별시당 대변인 (2021.11~2022.10)
- 국민의힘 살리는 선거대책위원회 중앙선거대책위원회 대변인단 대변인 (2021.12~2022.01)
- 대통령직인수위원회 대변인실 팀장(2022.03~2022.05)
- 제8회 전국동시지방선거 경기도지사 국민의힘 김은혜 후보 선거대책위원회 대변인(2022.05~2022.06)
- 국회 정책연구위원(2급상당)(2022.09)
- 국민의힘 수석부대변인(2023.06~2024.04)
- 국회 김기현 의원실 보좌관(4급 상당)(2023.10~)
- 대통령 직속 국민통합위원회 청년1인가구 대응 특별위원회 자문위원(2023.10~2024.02)
- 제35대 국민의힘 보좌진협의회 회장(2025.07~)

## 방송
- 나는 국대다 (2021) - Top8(6위)

## 수상
- 2017년 국회 사무총장 표창